# 532
532 (DXXXII) je bilo prestopno leto, ki se je po julijanskem koledarju začelo na četrtek.

## Dogodki
- Upor Nika v Konstantinoplu

## Rojstva
- Guntram, merovinški kralj Burgundije († 592)